# Hierro (série télévisée)
Pour les articles homonymes, voir Hierro (homonymie).
Production
Diffusion
Hierro est une série télévisée franco-espagnole de quatorze épisodes de 50 minutes réalisée par Jorge Coira. La série est présentée au Festival Séries Mania de Lille, en France le 26 mars 2019 et est distribuée en Espagne entre le 7 juin 2019 et le 19 mars 2021 sur Movistar+. Elle est diffusée en France et en Allemagne sur la chaîne Arte à partir du 19 septembre 2019.
En Suisse, elle a été diffusée sur RTS Un. Elle reste inédite dans les autres pays francophones.

## Synopsis
La juge Candela (Candela Peña) a été transférée à El Hierro, aux Îles Canaries, à cause de son comportement peu orthodoxe et doit s'adapter à son nouveau mode de vie tout en faisant face à une nouvelle affaire : un jeune habitant de la ville, Fran (Alex Zacharias) a été assassiné et le premier suspect est Díaz, un obscur homme d'affaires (Darío Grandinetti) qui est le père de sa petite amie. Bien qu'ils soient motivés par des intérêts diamétralement opposés, Candela et Díaz partagent le même but : trouver le vrai assassin.

## Distribution

### Acteurs principaux
- Candela Peña (VF : Dorothée Pousséo) : Candela Montes
- Darío Grandinetti (VF : Féodor Atkine) : Antonio Díaz Martínez
- Juan Carlos Vellido (es) (VF : Patrick Messe) : Alejandro Morata (Saison 1)
- Matias Varela : Gaspar Cabrera (Saison 2)

### Acteurs secondaires
- Mónica López (es) (VF : Carole Franck) : Reyes
- Kimberley Tell (es) (VF : Barbara Probst) : Pilar Díaz
- Luifer Rodríguez : Bernardo, l'avocat d'Antonio
- Yaiza Guimaré (es) (VF : Anne Tilloy) : Elvira Díaz
- Mari Carmen Sánchez (es) : Asunción
- Maykol Hernández (VF : Jérémy Prévost) : Braulio
- Isaac B. Dos Santos (VF : Benjamin Penamaria) : Yeray
- Tania Santana (VF : Rebecca Benhamour) : Idaira
- Marga Arnau : Ángela
- Ángel Casanova (VF : Cécile Gatto) : Nicolás « Nico »
- Saulo Trujillo (VF : Juan Llorca) : Daniel
- Cristóbal Pinto : Tomás
- Antonia San Juan (VF : Emmanuelle Rivière) : Begoña « Samir » Corcuera
- Norberto Trujillo Bolaños (VF : Eilias Changuel) : Cabrera

 Source et légende : version française (VF) sur RS Doublage

## Épisodes

### Première saison (2019)
Les huit épisodes, sans titre, sont numérotés de un à huit.

### Deuxième saison (2021)
Les six épisodes, sans titre, sont numérotés de un à six.
La diffusion est prévue à partir du 21 octobre 2021 sur Arte et du 12 octobre 2021 sur RTS Un.

## Distinctions
- 7e cérémonie des prix Feroz : meilleure série dramatique, meilleure actrice pour Candela Peña[3]